# Orchesia undulata
Orchesia undulata là một loài bọ cánh cứng trong họ Melandryidae. Loài này được Kraatz miêu tả khoa học năm 1853.